# NGC 334
NGC 334 è una galassia a spirale barrata situata nella costellazione dello Scultore.
Fu scoperta il 25 settembre 1834 da John Herschel.